# 共和元年宪法
共和元年宪法（法語：Constitution de l'an I），亦称1793年宪法或山岳党宪法，是法国大革命时期第一共和国批准使用的第一部宪法。该宪法主要由山岳派的马克西米连·罗伯斯庇尔和安东万·路易·德·圣茹斯特起草，其目的是为了替换过时的1791年宪法。宪法中有关于民主化和财富再分配的全面计划，并承诺会从革命初期的那些相对温和的目标出发，迈向激进。
尽管如此，宪法中激进的条文却从未被实施。政府延缓实施这些条文，明显是因为在法国大革命战争期间需要用到战时紧急权力。也正是这种紧急权力让公共安全委员会能够进行雅各宾专政。 当漫长的政治暴力斗争期结束，罗伯斯庇尔倒台后， 宪法被废止，取而代之的是共和三年宪法。

## 采用
国民公会选了圣茹斯特和其他几名议员，让他们组成一个为新近成立的共和国构建政府框架的委员会。新的宪法需要替代旧的1791年宪法，因为旧的宪法是基于君主立宪制的原则编写的，而君主立宪制在处决路易十六后就被废除了。起草人也被安置入公共安全委员会来最大化使用他们的资源。公会认为他们的工作极为重要，应该在“可能的最短时间内”完成。
不到两周，一份完整的宪法就于1793年6月10日被递呈到公会。同月24日，宪法被公会接受，并举行了男性普选宪法公投。公投中，新宪法广受欢迎，在大约1,800,000张票中得到了1,784,377张支持票。
宪法扩充了1789年的人权与公民权宣言，加上了人民主权高于国家主权这一条。在社会经济方面，宪法还加入了结社自由权，工作权、社会福利、公共教育、革命权（且当政府亵渎公民权利时，公民有义务反抗政府）和废除奴隶制。扩充后的人权与公民权宣言就被称为1793年版人权与公民权宣言。

## 内容
宪法第一条宣布，法兰西共和国为一个不可分割的整体。
宪法第二条到第六条详细说明了何种人能被作为法国公民对待，且在何种情况下可以废除公民权。所有年满21岁，在法国工作，拥有地产或其他形式的财产，并在法国住满一年，或者与某一法国人有家人关系，或是立法机构点名的人，都能被认为是法国公民。如果个人被判肉刑或羞辱性的刑法，或者接受了出自一个非民主政府的官职或宠爱，那么他的公民权可以被取消；如果个人被指控，或是被认为藐视法庭时，公民权可以被暂时取消。
第七至第四十四条具体说明了人民、初级议会、国家议会、选举人议会和立法机构的主权。初级议会的人数介于200到600人之间，每个议会都代表一个独立的郡。这种议会通过投票来决定是否接受立法机构提议的法律，选出国家议会的议员和选举人议会的选举人。宪法明确指出，地方人口是国家议会中地方议员人数的唯一决定因素（与之相对的是三级议会的议员，这些人通常是直接任命的）。如果国家议会的投票中出现平局，则由议会中最年长的成员投下决定性的制胜票。
第四十五至第五十二条阐述了立法机构开庭时要遵循的一些具体事项。
第五十三至第五十五条详细说明了何种议案会涉及法律和法令，而第五十六至六十一条明确规定了法案成为法律的途径。在立法机构起草并通过后，这条法律会被视为一条“提议法律”（loi proposée），并由法国所有的公社投票来决定是否施行。在提议法律分发到公社的两周内，不得在议会进行有关该法律的辩论。公社投票后，如果反对该法律的公社不到总数的十分之一，则该法案成为法律。
第六十二至第七十四条与行政权有关。行政权在二十四人的行政委员会手中，这些委员由选举人议会任命，能够指派共和国的高级官员。
第七十五至八十四条规定了行政委员会和立法机构、市政当局间的关系。
第八十五至九十五条确立了民事司法系统的一系列准则，并规定仲裁人由选举产生，且公民能够在自己的案件中选择仲裁人。
第九十六、九十七两条与刑事司法系统有关，规定审判需要有陪审团，且被告有自己或官方指定的辩护律师。
宪法特别指出没有公民可以免缴税款（相较于旧制度贵族免税的一大进步），并设立了军事领导和处理外交关系的条例。
宪法明确规定，法国作为自由国度的伙伴与盟友，不会干涉其他自由国家的内政，还会庇护来自暴君统治的国家的难民。宪法还禁止与占领法国领土的敌人议和。
最后，宪法保障了个人的平等，自由，安全，财产，公共债务，信仰自由，公共教育，社会福利，报纸的绝对自由，请愿权，参加民众集会权并享受人的各种权利。宪法宣布法兰西共和国会敬重忠诚、勇气、年龄、孝顺并惋惜个人的不幸。宪法还承认了非婚生子女的权利。

## 遗产
宪法鼓舞了1848年的革命。1870年后，它的思想又逐渐成为了第三共和国的意识形态。宪法代表了政治重点的根本且历史性的改变，这个改变也给未来的民主机构与进步贡献了很多。

## 推迟和废止
由于法兰西的内忧外患，国民公会便有了充足的理由在和平到来前推迟宪法的实施，以便维持存在。尽管宪法十分受欢迎，且它的起草与批准为山岳派带来了大量支持，公会在1793年10月10日通过后还是把它放在一边，并宣布在和平前保持自身的革命性。
热月政变后，罗伯斯庇尔和圣茹斯特倒台，山岳党宪法被废止。最终，共和元年宪法被共和三年宪法替代，后者建立了督政府。

### 传记
- Alpaugh, Micah. "The Right of Resistance to Oppression: Protest and Authority in the French Revolutionary World," French Historical Studies 39, no. 3 (Summer 2016), 567-98.

- Bruun, Geoffrey. . Hamden, CT: Archon Books. 1966. OCLC 1142850.

- Soboul, Albert. . New York: Vintage. 1975. ISBN 039471220X.